# Hueber-Kapelle

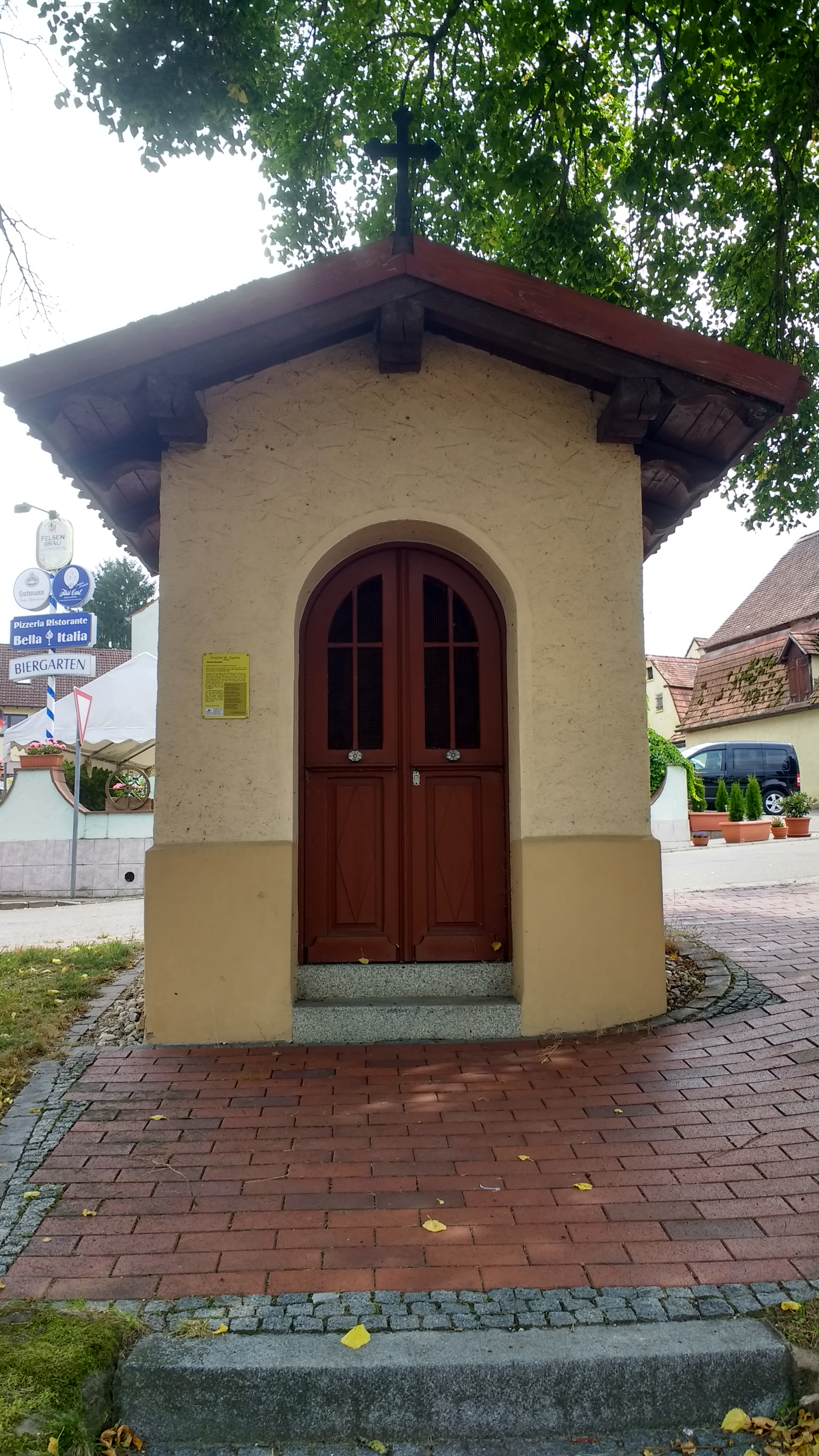
Die Kapelle von der Ellinger Straße aus, 2017

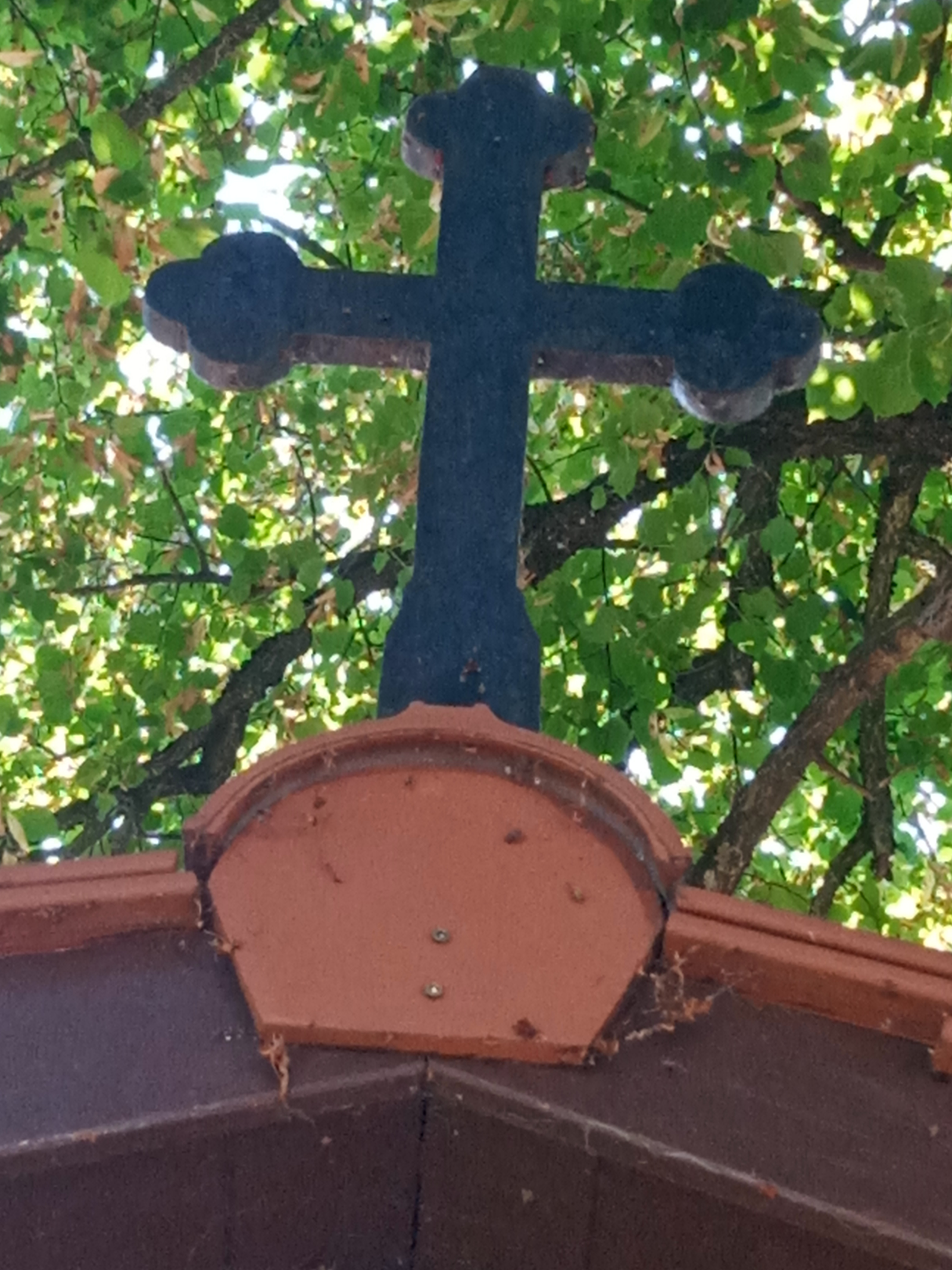
Kreuz auf dem Kapellendach

Die Hueber-Kapelle ist eine römisch-katholische Kapelle in Pleinfeld, einem Markt im mittelfränkischen Landkreis Weißenburg-Gunzenhausen. Das Bauwerk ist unter der Denkmalnummer D-5-77-161-2 als Baudenkmal in die Bayerische Denkmalliste eingetragen.
Die Kapelle befindet sich südöstlich des Pleinfelder Altortes oberhalb der Wurmmühle und des Rezatgrundes in einer kleinen Grünanlage an der Ellinger Straße/Ecke Ottmarsfelder Weg. Ihre Schauseite zeigt auf die Ellinger Straße, zu der einige Treppenstufen führen, während sich nördlich der Kapelle der Ottmarsfelder Weg und unmittelbar östlich die Straße Am Fürst befinden. Die Kapelle wird umrahmt von zwei Linden, die 1925 gepflanzt wurden. Sie steht auf einer Höhe von 378 m ü. NHN und hat keine postalische Adresse.
Die fensterlose Kapelle ist ein kleiner rechteckiger Massivbau mit flachem Satteldach. Auf dem Giebel der Schauseite befindet sich ein Kreuz. Der beinahe quadratische Bau ist etwas über zwei Meter lang, etwas über zwei Meter breit und etwa drei Meter hoch. Sie wurde im späten 19. Jahrhundert errichtet und gehörte zum Anwesen der Wurmmühle. Zu dem Zeitpunkt befand sich die Kapelle noch am Ortsrand Pleinfelds. Heute ist sie im Besitz der Familie Hueber, die der Kapelle ihren Namen gab. Bis in die 1970er Jahre war die Kapelle eine Station der Christi-Himmelfahrt-Prozession. Aufgrund des aufkommenden Verkehrs wurde die Prozession in den Ortskern von Pleinfeld verlegt.
Das kleine Altar bestehend aus einem Sandsteinrelief ist dem Gnadenbild Mariahilf im Hochaltar des Innsbrucker Doms nachempfunden. Eine vergitterte Tür beschränkt den Zugang zum Inneren der Kapelle.